# 布拉德·羅維
布拉德·羅維（Bradley Thomas Rowe，1970年5月15日—）是美國的一位演員、作家和製作人。他畢業於威斯康辛大學麥迪遜分校，後又進修加州大學洛杉磯分校的研究所。